# Аграрна справедливост
Аграрна справедливост (на английски: Agrarian justice) е памфлет от Томас Пейн, публикуван през 1797 г., в която той настоява за въвеждане на данък върху наследството и поземлен данък, които да се финансират пенсии за старост и болест, и въобще за въвеждането на фиксирана сума, която да се заплаща на всички хора, достигнали пълнолетие.
Пейн живее във Франция през 1790-те, където протича Великата френска революция. Есето е написано през зимата на 1795 – 96, но остава непубликувано за година, понеже Пейн се колебае дали не е по-добре да изчака края на продължаващата война. Колебанието му се разсейва при прочитането на проповед от Ричърд Уотсън, епископ на Ландарф, в която епископът говори за „Мъдростта...Божия, с която Той е създал и богати, и бедни“. Тези думи провокират Пейн да публикува творбата си, с аргумента че границата „богат“ и „беден“ е поставена произволно, а не свише.

## Предлагана система
След разпродаването на кралска (и общинска) земя на частни лица, Пейн предлага подробен план за данъчно облагане на земевладелците, които следва да плащат за нужните на бедните. Това предложение се разглежда като предшественик на идеята за базов (безусловен) доход. Парите, по предложението на Пейн, трябва да се събират като се наложи 10% налог върху наследството, и по-голям процент върху „непрякото“ наследяване. Тези данъчни приходи, според оценката на Пейн, биха се равнявали на £5 700 000 годишно в Англия от тази епоха.
Пейн предлага две трети от този фонд да се изразходват за изплащане на пенсия от £10 на година на всеки човек на възраст над 50 години, което Пейн взима за средна продължителност на живота, а голямата част от остатъка да отива за изплащане на суми от £15 на всеки мъж или жена, достигнали възраст от 21 години, тоест пълнолетие. Малкия остатък трябвало да отива за изплащане на пенсии по болест, на „глупците и слепите“. За сравнение, средната седмична заплата на земеделски работник била 9 шилинга, което означава годишен доход на работоспособен човек от £23.
В допълнение, „трябва да се дава еднократна стипендия от 15 паунда стерлинги на всеки гражданин, при навършване на 21-годишна възраст, за даване на старт в живота“.

## Философска обосновка
Трудът се базира на твърдението, че в природата „земята, в нейното естествено, необработено състояние...е обща собственост на човешката раса“. Понятието за частна собственост възниква като необходим резултат от развитието на земеделието, тъй като е било невъзможно да се разграничи собствеността върху подобрението на земята от самата земя. Затова Пейн разглежда частната собственост като необходима, но забелязва че основните нужди на цялото човечество следва да бъдат задоволени от тези със земя, която земеделците първоначално са взели от обществеността. В този смисъл, такъв данък би бил заплащане за правото да се притежава частна собственост, което трябва да подпомага хората, които не притежават земя.